# Jan Evangelista Nečas
Jan Evangelista Nečas, pol. Jan Neczas (ur. 25 grudnia 1849 w Studnicach, obecnie dzielnica Nowego Miasta na Morawach, zm. 30 stycznia 1919 w Brnie) – czeski poeta, prawnik i sędzia, tłumacz literatury polskiej na język czeski.

## Życiorys
Po ukończeniu gimnazjum w Lutomyślu, studiował prawo na przemian w Pradze i Wiedniu. Od 1878 roku pracował jako adiunkt sądowy w Boguminie, następnie jako sędzia okręgowy w Wyszkowie, w latach 1897–1904 w wojewódzkiej Radzie Sędziów w Cieszynie, potem w Brnie.
W Polsce znany przede wszystkim jako tłumacz literatury polskiej na język czeski; przetłumaczył m.in. Ballady i romanse Adama Mickiewicza, Ballady i legendy Antoniego Odyńca, powieść poetycką – Maria Antoniego Malczewskiego, Sielankę młodości Konstantego Gaszyńskiego, Wybór poezji Kornela Ujejskiego, oraz pojedyncze utwory poetyckie Władysława Syrokomli.